# Piotr Mazur
Piotr Mazur (1991) es un deportista polaco que compite en piragüismo en la modalidad de aguas tranquilas. Ganó una medalla de plata en el Campeonato Mundial de Piragüismo de 2019, en la prueba de K2 200 m.

## Palmarés internacional
| Campeonato Mundial | Campeonato Mundial | Campeonato Mundial | Campeonato Mundial |
| Año                | Lugar              | Medalla            | Competición        |
| ------------------ | ------------------ | ------------------ | ------------------ |
| 2019               | Szeged (Hungría)   | Medalla de plata   | K2 200 m           |